# Бескудниковский переулок
Беску́дниковский переулок — переулок, расположенный в Северном административном округе города Москвы на территории Бескудниковского района.

## История
Переулок назван в 1967 году по Бескудниковскому бульвару, который в свою очередь (ранее проектируемый проезд № 4994, решение Мосгорисполкома от 27.01.1967 г. № 4/29), назван в 1966 году по бывшему рабочему посёлку Бескудниково (ранее Проектируемый проезд № 4995, № 4994, решение Мосгорисполкома от 03.12.1966 г. № 48/28).

## Расположение
Бескудниковский переулок начинается от Селигерской улицы и идёт на северо-восток. Переулок заканчивается, упираясь в Бескудниковский бульвар.

## Примечательные здания и сооружения

### по нечётной стороне
- Дом 5 — поликлиника № 146, «Банк Москвы».

### по чётной стороне
- Дом 2/8 — ОВД Бескудниковского района.
- Дом 4а — школа № 656 им. А. С. Макаренко

## Транспорт

### Автобус
- 447 —  Верхние Лихоборы — Самотёчная площадь

### Метро
- Станции метро «Верхние Лихоборы» и «Селигерская» Люблинско-Дмитровской линии.

### Железнодорожный транспорт
- Платформа «Дегунино» Савёловского направления МЖД — в 900 м на восток от конца улицы.